# Tobias Rylander
Tobias Anders Jakob Gärdsback Rylander, född 14 juni 1983, är en svensk ljusdesigner och showdesigner. Han har bland annat arbetat med Beyoncés Renaissance-turné, The 1975 och Askungen på Kungliga operan.

## Biografi
Rylander växte upp i byn Rälta i Leksands kommun och flyttade efter studier på musikgymnasiet till Stockholm där han började tillbringa tid på konsertlokalen Kafé 44. Där intresserade han sig för ljuset och lärde känna ljudteknikerna. Så småningom fick han följa med svenska artister som Sahara Hotnights ut på turné. Efter att ha följt med Lykke Li till Nordamerika började Rylander även att arbeta med andra världsturnerande, svenska artister som Fever Ray och Miike Snow. Han blev ett namn inom branschen och har sedan 2009 arbetat i USA bland annat som showdesigner åt 1975, FKA Twigs, The Strokes och Childish Gambino. Som showdesigner planerar han allt från scenografi, till var alla lampor ska sitta och vad som ska synas på videoskärmarna vid konserter.
Utöver konserter har Rylander även tagit sig an projekt som Melodifestivalen och baletter på Kungliga operan men även arbetat med modehus som Balenciaga och teknikjättar som Apple. Han är även kreativ chef och designer för spelbolaget Riot Games världsomspännande VCT, Valorant Champions Tour.
För sitt arbete med The 1975 belönades Tobias Rylander 2016 med Knight of Illumination-priset, som syftar till att uppmärksamma bedrifter av ljus- och videodesigners, som är verksamma i Storbritannien eller USA.
Rylander är gift och delar sin tid mellan USA och sin gård i Rältlindor i Dalarna.